# ألان روبسون
ألان روبسون (بالإنجليزية: Alan Robson)‏ هو مقدم تلفزيوني بريطاني، ولد في 1 أكتوبر 1955 في Benwell ‏ في المملكة المتحدة.